# Pleione scopulorum
Pleione scopulorum är en växtart i släktet Pleione och familjen orkidéer. Den beskrevs av William Wright Smith.

## Utbredning
Arten återfinns från nordöstra Arunachal Pradesh i Indien till västra Yunnan i Kina och norra Myanmar.